# معبد کنکون
معبد کنکون (به ژاپنی: 建勲神社, Kenkun-jinja)، معبد تاکه‌ایسائو یک معبد شینتویی است که بر روی کوه فونااوکا در شهر کیوتو در ژاپن قرار گرفته است.